# THE BLUE HEARTS SUPER TRIBUTE
『THE BLUE HEARTS SUPER TRIBUTE』（ザ・ブルー・ハーツ・スーパー・トリビュート）は、日本のロックバンドであるTHE BLUE HEARTSのトリビュート・アルバムである。
2003年4月2日に日本クラウンよりリリースされた。

## 解説
2003年当時、インディーズで活躍していたバンドによるトリビュート・アルバム。

## 収録曲
1. 歩く花 / HIGHWAY61
ラストアルバム『PAN』収録
2. 皆殺しのメロディ / マキシマムザホルモン
5thアルバム『HIGH KICKS』収録
3. 月の爆撃機 / FROM YOUTH
6thアルバム『STICK OUT』収録
4. 情熱の薔薇 / ピンクリボン軍
9thシングル
5. 手紙 / Mustang!!
7thアルバム『DUG OUT』収録
6. 街 / ザ□ミサイル（ザ・マスミサイル）
1stアルバム『THE BLUE HEARTS』収録
7. チューインガムをかみながら / THE SANYONS
2ndアルバム『YOUNG AND PRETTY』収録
8. 僕の右手 / THE SCENE
3rdアルバム『TRAIN-TRAIN』収録
9. 花になったかまきり / サルサ・ガムテープ
ラストアルバム『PAN』収録
10. 君のため / NO BRAIN
1stアルバム『THE BLUE HEARTS』収録
11. チェインギャング / LINK
2ndアルバム『YOUNG AND PRETTY』収録
12. ブルーハーツのテーマ / オナニーマシーン
インディーズで発売されたシングル「ブルーハーツのテーマ」収録
13. ロマンチック / Sepa
2ndアルバム『YOUNG AND PRETTY』収録
14. 風船爆弾（バンバンバン） / 鴨川
3rdアルバム『TRAIN-TRAIN』収録
15. わーわー / サイクロン
シングル「あの娘にタッチ」に収録
16. 人にやさしく / THE PAN
ブルーハーツがメジャーデビューする前に発売されたシングル
17. 闘う男 / PAN
5thアルバム『HIGH KICKS』収録
18. ハンマー（48億のブルース） / GELUGUGU
シングル「人にやさしく」収録
19. 幸福の生産者 / 風幡
ラストアルバム『PAN』収録